# ポポンデッタ (パプアニューギニア)
ポポンデッタ（英: Popondetta）は、パプアニューギニアのパプア地方のオロ州の州都。
2011年の人口は1万2600人で、国内10位。
1951年に近郊のラミントン山が噴火し4000人が犠牲になった時には救援活動の中心となった。
ポポンデッタは北部海岸のブナに近く、また第二次世界大戦中に有名になったココダ・トレイルの始点とも遠くない。
ニューギニアのこの地域は、世界一大きな蝶であり絶滅の危惧されるアレクサンドラトリバネアゲハの生息地でもある。